# Caldimonas taiwanensis
Caldimonas taiwanensis es una bacteria gramnegativa del género Caldimonas. Fue descrita en el año 2005. Su etimología hace referencia a Taiwán. Es aerobia y móvil por flagelo polar. Tiene un tamaño de 0,6-0,8 μm de ancho por 1,2-2,2 μm de largo. Temperatura de crecimiento entre 35-60 °C, óptima de 55 °C. Catalasa positiva y oxidasa negativa. Tiene gránulos de almacenaje de β-hidroxibutirato. Se ha aislado de agua de fuentes termales en Taiwán. 